# Brachyotum cutervoanum
Brachyotum cutervoanum är en tvåhjärtbladig växtart som beskrevs av John Julius Wurdack. Brachyotum cutervoanum ingår i släktet Brachyotum och familjen Melastomataceae. Inga underarter finns listade i Catalogue of Life.